# Micheil Gwisziani
Micheil Gwisziani (ros. Михаил Максимович Гвишиани, Michaił Maksimowicz Gwisziani ur. 6 stycznia 1905 w Abastumani, zm. we wrześniu 1966 w Tbilisi) – funkcjonariusz radzieckich organów bezpieczeństwa, polityk, generał porucznik.

## Życiorys
Gruzin, 1921–1922 w Armii Czerwonej, od 1922 w Komsomole, 1922–1926 pracownik administracji w Gruzińskiej SRR, od 1928 w WKP(b). Od czerwca 1928 do listopada 1935 pomocnik pełnomocnika operacyjnego i pełnomocnik wydziału informacyjnego, szef rejonowego oddziału GPU/NKWD, pomocnik szefa oddziału Wydziału Tajno-Politycznego Zarządu Bezpieczeństwa Państwowego (UGB) NKWD Zakaukaskiej FSRR i Zarządu NKWD Gruzińskiej SRR. Od 15 listopada 1935 do 1 marca 1937 szef Oddziału I Wydziału I UGB NKWD Zakaukaskiej FSRR i Zarządu NKWD Gruzińskiej SRR, od 13 stycznia 1936 porucznik bezpieczeństwa państwowego, od 1 marca do 11 listopada 1937 szef Oddziału I Wydziału I UGB NKWD Gruzińskiej SRR, potem p.o. zastępcy przewodniczącego i p.o. przewodniczącego komitetu wykonawczego rady miejskiej Tbilisi, od 1 września do 17 listopada 1938 zastępca ludowego komisarza spraw wewnętrznych Gruzińskiej SRR. Od 17 do 29 listopada 1938 szef Wydziału III Specjalnego Głównego Zarządu Bezpieczeństwa Państwowego, od 29 listopada 1938 do 26 lutego 1941 szef Zarządu NKWD Kraju Nadmorskiego, 2 grudnia 1938 awansowany na majora, a 27 marca 1939 starszego majora bezpieczeństwa państwowego. Od 21 marca 1939 do 5 października 1962 zastępca członka KC WKP(b), od 26 lutego do 31 lipca 1941 szef Zarządu NKGB Kraju Nadmorskiego, od 31 lipca 1941 do 7 maja 1943 ponownie szef Zarządu NKWD Kraju Nadmorskiego, od 14 lutego 1943 komisarz bezpieczeństwa państwowego III rangi. Od 7 maja 1943 do 23 stycznia 1950 szef Zarządu NKGB/MGB Kraju Nadmorskiego, od 9 lipca 1945 generał porucznik. Od 23 stycznia 1950 do 16 marca 1953 szef Zarządu MGB obwodu kujbyszewskiego (obecnie obwód samarski), od 16 marca do 15 czerwca 1953 szef Zarządu MSW obwodu kujbyszewskiego, 24 sierpnia 1953 zwolniony. Deputowany do Rady Najwyższej ZSRR 1 i 3 kadencji.

## Odznaczenia
- Order Czerwonego Sztandaru (dwukrotnie - 26 kwietnia 1940 i 25 lipca 1949)
- Order Czerwonego Sztandaru Pracy (dwukrotnie - 17 stycznia 1943 i 20 września 1943)
- Order Suworowa II klasy (8 marca 1944)
- Order Czerwonej Gwiazdy (dwukrotnie - 4 czerwca 1942 i 3 listopada 1944)
- Order „Znak Honoru” (28 sierpnia 1937)
- Order Czerwonego Sztandaru Pracy Gruzińskiej SRR (20 grudnia 1932)
- Odznaka "Zasłużony Funkcjonariusz NKWD" (4 lutego 1942)
- Order Flagi Narodowej II klasy (Korea Północna, 15 października 1948)

I 3 inne ordery zagraniczne, a także medale.